# Flugunfall der Wuhan Airlines 1992
Der Flugunfall der Wuhan Airlines 1992 ereignete sich am 8. Oktober 1992. An diesem Tag verunglückte eine Avia 14M der Wuhan Airlines, die sich auf einem inländischen Charterflug von Lanzhou nach Xi’an befand, nachdem sie infolge eines Triebwerkausfalls kontinuierlich an Höhe verloren hatte. Bei dem Unfall wurden 14 der 35 Personen an Bord getötet. Es handelte sich um den weltweit letzten bekannten Flugunfall einer Iljuschin Il-14/Avia 14 mit Todesopfern und Totalverlust der Maschine.

## Maschine
Bei der betroffenen Maschine handelte es sich um eine im Oktober 1958 gebaute Avia 14M mit der Werknummer 108807113. Die Maschine wurde zunächst mit dem Luftfahrzeugkennzeichen OK-MZT auf den Hersteller zugelassen und im November 1958 in die Volksrepublik China exportiert, wo sie bei einer unbekannten Fluggesellschaft, sehr wahrscheinlich bei der staatlichen CAAC, eingesetzt wurde. Die Wuhan Airlines erhielt die Maschine zu ihrer Gründung im April 1986 und ließ sie mit dem Kennzeichen B-4211 zu. Das zweimotorige Mittelstreckenflugzeug war mit zwei Sternmotoren des Typs Schwezow ASch-82 ausgerüstet.

## Passagiere und Besatzung
Es befanden sich 28 Passagiere und eine siebenköpfige Besatzung an Bord.

## Unfallhergang
Die Maschine startete um 14:45 Uhr Ortszeit von Lanzhou zum Flug nach Xi’an. Etwa 45 Minuten nach dem Start meldeten die Piloten der Flugsicherung einen Defekt am linken Triebwerk und erhielten daraufhin umgehend die Freigabe, nach Lanzhou zurückzukehren. Mit nur einem betriebsfähigen Triebwerk war es nicht möglich, eine sichere Flughöhe zu halten. Die Maschine schlug um 15:31 Uhr in hügeligem Gebiet bei Dingxi, etwa 72 Kilometer südöstlich von Lanzhou, auf. Es wurden 14 Personen getötet und 21 verletzt.

## Ursache
Es konnte nicht ermittelt werden, warum das linke Triebwerk im Flug ausgefallen war.